# Poperinge
Poperinge és un municipi belga de la província de Flandes Occidental a la regió de Flandes.

## Seccions
| #              | Nom                                       | Extensió (km²) | Població (01/01/2007) |
| -------------- | ----------------------------------------- | -------------- | --------------------- |
| I              | Poperinge                                 | 47,61          | 13.318                |
| II             | Krombeke                                  | 8,54           | 712                   |
| III            | Proven                                    | 13,10          | 1.366                 |
| IV             | Reningelst                                | 15,20          | 1.413                 |
| V (VII) (VIII) | Roesbrugge-Haringe - Roesbrugge - Haringe | 11,60          | 1.068 723 345         |
| VI (IX) (X)    | Watou - Sint-Jan-Ter-Biezen - Abele       | 23,28          | 1.881                 |

Font: Poperinge

## Localització

Mapa de Poperinge

| - a. Beveren (Alveringem) - b. Stavele (Alveringem) - c. Westvleteren (Vleteren) - d. Oostvleteren (Vleteren) - e. Elverdinge (Ieper) - f. Vlamertinge (Ieper) - g. Dikkebus (Ieper) - h. De Klijte (Heuvelland) - i. Westouter (Heuvelland) - j. Boeschepe - k. Godewaersvelde - l. Steenvoorde - m. Winnezeele - n. Houtkerque - o. Bambecque |

## Personatges il·lustres
- Leonard Lodewijk De Bo (1826-1885), capellà i lingüista
- Jef Planckaert
- Jacobus Papa (segle xvi), ludimagister i poeta